# Jerzy Kiszkis
Jerzy Kiszkis (ur. 4 marca 1938 w Warszawie) – polski aktor teatralny, filmowy i telewizyjny.

## Życiorys
Urodził się w rodzinie Antoniego (1891–1945), inżyniera, i Walerii z domu Jałowickiej (1908–1989), nauczycielki. Od 1939 mieszkał z rodzicami na Wileńszczyźnie (Troki, Niemież).
W 1945 wraz z rodzicami repatriowany do Bydgoszczy, gdzie ukończył liceum. Absolwent Wydziału Aktorskiego PWST w Warszawie (1961). Aktor Teatru Popularnego w Grudziądzu (1957–1958), Teatru Ziemi Lubuskiej w Zielonej Górze (1961–1962), Teatru Śląskiego w Katowicach (1962–1963) i Teatru Polskiego w Poznaniu (1963–1966). W latach 1966–2003 występował na deskach Teatru Wybrzeże w Gdańsku. Był wykładowcą w Wyższym Seminarium Duchownym w Pelplinie. Od 1968 prowadzi zajęcia z fonetyki i kultury żywego słowa w Biskupim Seminarium Duchownym (od 1992 Gdańskie Seminarium Duchowne). Od lat 60. XX w. członek SPATiF–ZASP oraz Klubu Inteligencji Katolickiej.
W sierpniu 1980 wraz z grupą aktorów z Trójmiasta wspierał strajkujących w Stoczni Gdańskiej im. Lenina występami w sali BHP. Od września 1980 w NSZZ „Solidarność”, członek KZ Teatru Wybrzeże. W 1981 przewodniczył obradom Krajowego Zjazdu „Solidarności” Pracowników Teatru w Gdańsku. 13 grudnia 1981 internowany w Ośrodku Odosobnienia w Strzebielinku (zwolniony 15 stycznia 1982).
W latach 1982–1988 był współorganizatorem Mszy za Ojczyznę. Uczestnik i współorganizator Tygodni Kultury Chrześcijańskiej, programów artystycznych z okazji rocznic narodowych w gdańskich kościołach oraz spektakli teatralnych z kręgu kultury niezależnej. W sierpniu 1988 występował dla strajkujących w Stoczni Gdańskiej i Porcie Gdańskim.
W latach 1989–1993 ponownie w strukturach „Solidarności”. W latach 1997–2007 prowadził zajęcia z kultury mowy na Wydziale Historycznym Uniwersytetu Gdańskiego.
W latach 2013–2021 zasiadał w kapitule medali św. Wojciecha i księcia Mściwoja II.
Został uwieczniony w roli jednego z apostołów na obrazie Ostatnia Wieczerza Macieja Świeszewskiego.
Od 29 czerwca 1963 był mężem aktorki Haliny Winiarskiej. Ojciec Joanny (ur. 1967), ojczym Krzysztofa. 

## Filmografia
- Czarne skrzydła (1962) – górnik
- Przystań (1970)
- Z tamtej strony tęczy (1972)
- Kazimierz Wielki (1975)
- Skazany (1976) – motocyklista
- Prawo Archimedesa (1975) – fotoreporter
- Człowiek z żelaza (1981) – dziennikarz proszący Winkla o podpisanie oświadczenia
- Stan wewnętrzny (1983) – dziennikarz TV Gdańsk
- Awantura o Basię (1995) – gospodarz nad morzem
- Awantura o Basię (serial tv, 1996) – gospodarz nad morzem (odc. 11 i 12)
- Piotrek zgubił dziadka oko, a Jasiek chce dożyć spokojnej starości (serial tv, 2000) – krytyk teatralny (odc. 2)
- Na dobre i na złe (serial tv, 2005) – właściciel kutra (gościnnie w odc. 222 Trudna misja)
- Ludzkie sprawy (serial tv, 2011) – Janusz Abramowicz (odc. 7)

## Ordery i odznaczenia
- Krzyż Oficerski Orderu Odrodzenia Polski (2006)
- Złoty Krzyż Zasługi (1996)
- Srebrny Krzyż Zasługi (1976)
- Srebrny Medal „Zasłużony Kulturze Gloria Artis” (21 marca 2007)[3]
- Medal 25-lecia Solidarności (2005)

Źródło:.

## Nagrody i wyróżnienia
- Nagroda Miasta Gdańska w Dziedzinie Kultury (1990)[4]
- nagroda aktorska Gdańskiego Towarzystwa Przyjaciół Sztuki za rolę Kalmity w Chłopcach w Teatrze Wybrzeże w Gdańsku (1996)
- nagroda aktorska Gdańskiego Towarzystwa Przyjaciół Sztuki za rolę Aleksandra Reschkego we Wróżbach kumaka (2000)
- nagroda aktorska na II Festiwalu Dramaturgii Współczesnej „Rzeczywistość Przedstawiona” w Zabrzu za rolę duńskiego fizyka Nielsa Bohra w spektaklu Kopenhaga w Teatrze Wybrzeże w Gdańsku (2002)
- Nagroda Prezydenta Miasta Gdańska w Dziedzinie Kultury za zaangażowanie i wkład w dzieło tworzenia gdańskiej kultury oraz z okazji jubileuszu 50-lecia Gdańskiego Seminarium Duchownego (2007)[5]
- Dyplom honorowy „Pro Ecclesia et Populo” (2008)[6]
- Pomorska Nagroda Artystyczna Marszałka Województwa Pomorskiego (2009)
- Nagroda Prezydenta Miasta Gdańska w Dziedzinie Kultury za całokształt pracy artystycznej oraz zaangażowanie w działalność opozycyjną podczas stanu wojennego w Polsce (2013)[5]
- Nagroda Prezydenta Miasta Gdańska w Dziedzinie Kultury z okazji jubileuszu 70-lecia działalności artystycznej i 50-lecia obecności Teatru Wybrzeże w Gdańsku, z podziękowaniem za wiele lat twórczej pracy na gdańskiej scenie muzycznej (2016)[5]
- tytuł Honorowego obywatela Gdańska (27 lutego 2020)[7]

Źródło:.